# Laroque (Gironde)
Pour les articles homonymes, voir Laroque.
Laroque est une commune du Sud-Ouest de la France, située dans le département de la Gironde, en région Nouvelle-Aquitaine.

## Géographie

### Localisation
Située dans l'Entre-deux-Mers, la commune se trouve à 34 km au sud-est de Bordeaux, chef-lieu du département, à 15 km au nord-nord-ouest de Langon, chef-lieu d'arrondissement et à 3,5 km au nord-est de Cadillac, chef-lieu de canton.

### Communes limitrophes
Les communes limitrophes en sont Escoussans à l'extrême nord-est sur à environ 600 mètres, Omet à l'est, Cadillac-sur-Garonne au sud-est, Béguey au sud-ouest et Rions au nord.
|        | Rions   | Escoussans           |
|        | Laroque | Omet                 |
| Béguey |         | Cadillac-sur-Garonne |

### Climat
Pour des articles plus généraux, voir Climat de la Nouvelle-Aquitaine et Climat de la Gironde.
Historiquement, la commune est exposée à un climat océanique aquitain.  
En 2020, Météo-France publie une typologie des climats de la France métropolitaine dans laquelle la commune est exposée à un climat océanique et est dans la région climatique  Aquitaine, Gascogne, caractérisée par une pluviométrie abondante au printemps, modérée en automne, un faible ensoleillement au printemps, un été chaud (19,5 °C), des vents faibles, des brouillards fréquents en automne et en hiver et des orages fréquents en été (15 à 20 jours).
Pour la période 1971-2000, la température annuelle moyenne est de 12,8 °C, avec une amplitude thermique annuelle de 14,5 °C. Le cumul annuel moyen de précipitations est de 828 mm, avec 11,8 jours de précipitations en janvier et 6,4 jours en juillet. Pour la période 1991-2020, la température moyenne annuelle observée sur la station météorologique la plus proche, située sur la commune de Sauternes à 14,52 km à vol d'oiseau, est de 0,0 °C et le cumul annuel moyen de précipitations est de 0,0 mm,. Pour l'avenir, les paramètres climatiques de la commune estimés pour 2050 selon différents scénarios d’émission de gaz à effet de serre sont consultables sur un site dédié publié par Météo-France en novembre 2022.

## Urbanisme

### Typologie
Au 1er janvier 2024, Laroque est catégorisée commune rurale à habitat dispersé, selon la nouvelle grille communale de densité à sept niveaux définie par l'Insee en 2022.
Elle appartient à l'unité urbaine de Cadillac-sur-Garonne, une agglomération intra-départementale regroupant quatre  communes, dont elle est une commune de la banlieue,,. Par ailleurs la commune fait partie de l'aire d'attraction de Bordeaux, dont elle est une commune de la couronne,. Cette aire, qui regroupe 275 communes, est catégorisée dans les aires de 700 000 habitants ou plus (hors Paris),.

### Occupation des sols

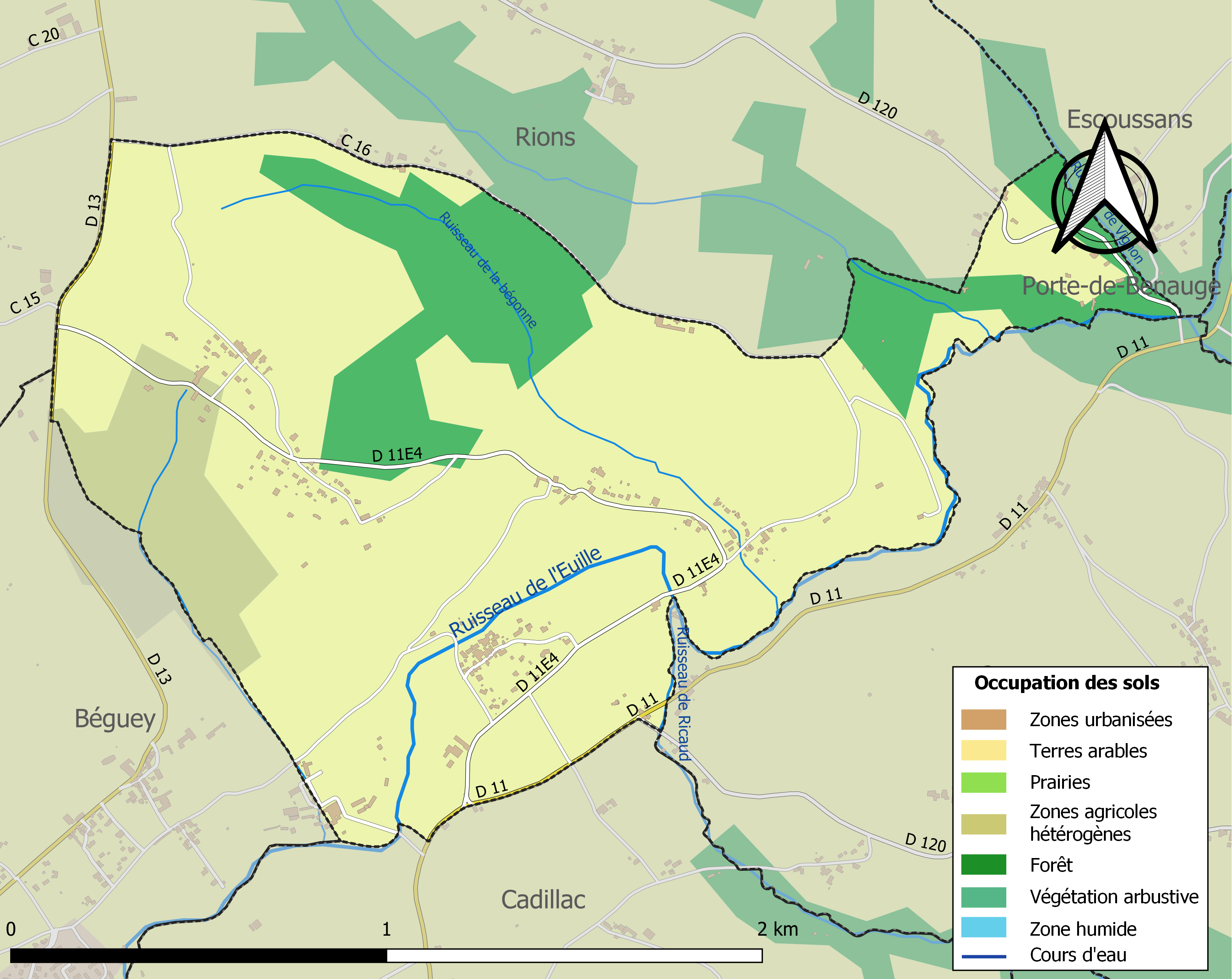
Carte des infrastructures et de l'occupation des sols de la commune en 2018 (CLC).

L'occupation des sols de la commune, telle qu'elle ressort de la base de données européenne d’occupation biophysique des sols Corine Land Cover (CLC), est marquée par l'importance des territoires agricoles (83,9 % en 2018), en augmentation par rapport à 1990 (79,5 %). La répartition détaillée en 2018 est la suivante : 
cultures permanentes (76,4 %), forêts (16,1 %), zones agricoles hétérogènes (7,5 %). L'évolution de l’occupation des sols de la commune et de ses infrastructures peut être observée sur les différentes représentations cartographiques du territoire : la carte de Cassini (XVIIIe siècle), la carte d'état-major (1820-1866) et les cartes ou photos aériennes de l'IGN pour la période actuelle (1950 à aujourd'hui).

### Voies de communication et transports
Les principales voies de communication routière qui enserrent le territoire communal dans une sorte de V sont la route départementale D13 à l'ouest qui mène, vers le sud, à Béguey et, vers le nord en direction de Créon et la route départementale D11 au sud-est qui mène à Cadillac-sur-Garonne au sud-ouest et à Escoussans au nord-est puis Targon ; le village est desservi par la route départementale D11e4 qui relis ces deux départementales en ouest et est
L'accès à l'autoroute A62 (Bordeaux-Toulouse) le plus proche est le no 2, dit de Podensac, distant de 9 km par la route vers le sud-ouest.

L'accès no 1, dit de Bazas, à l'autoroute A65 (Langon-Pau) est distant de 29 km par la route vers le sud-sud-est.
La gare SNCF la plus proche est celle de Cérons distante de 5,5 km vers le sud-ouest, sur la ligne Bordeaux-Sète du TER Nouvelle-Aquitaine. Sur la même ligne, la gare de Langon, offrant plus de trafic, se trouve à 15 km vers le sud-sud-est.

### Risques majeurs
Le territoire de la commune de Laroque est vulnérable à différents aléas naturels : météorologiques (tempête, orage, neige, grand froid, canicule ou sécheresse), inondations, mouvements de terrains et séisme (sismicité très faible). Un site publié par le BRGM permet d'évaluer simplement et rapidement les risques d'un bien localisé soit par son adresse soit par le numéro de sa parcelle.
La commune a été reconnue en état de catastrophe naturelle au titre des dommages causés par les inondations et coulées de boue survenues en 1982, 1988, 1990, 1999, 2009 et 2020,.
Les mouvements de terrains susceptibles de se produire sur la commune sont des affaissements et effondrements liés aux cavités souterraines (hors mines). Par ailleurs, afin de mieux appréhender le risque d’affaissement de terrain, l'inventaire national des cavités souterraines permet de localiser celles situées sur la commune.

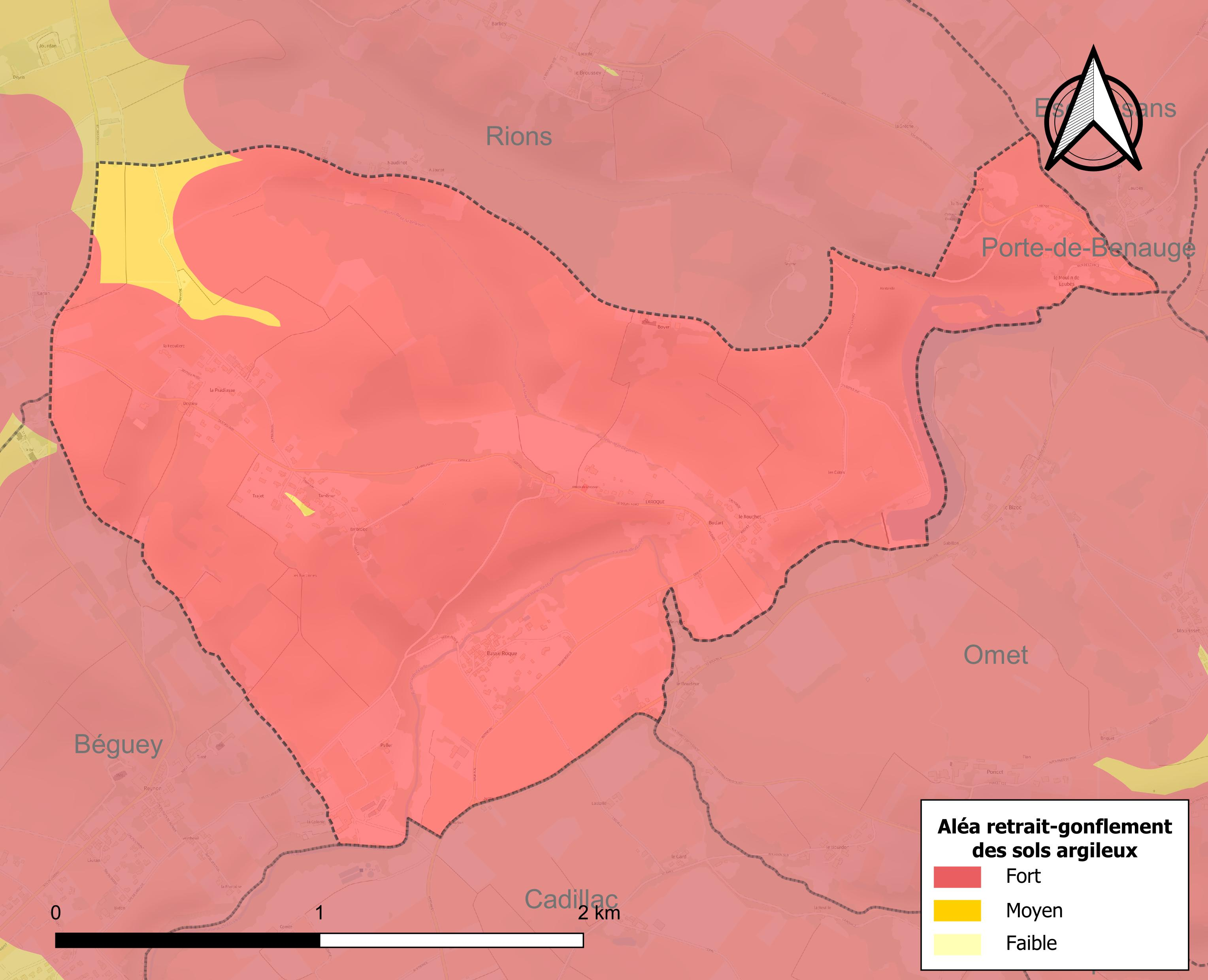
Carte des zones d'aléa retrait-gonflement des sols argileux de Laroque.

Le retrait-gonflement des sols argileux est susceptible d'engendrer des dommages importants aux bâtiments en cas d’alternance de périodes de sécheresse et de pluie. La totalité de la commune est en aléa moyen ou fort (67,4 % au niveau départemental et 48,5 % au niveau national). Sur les 140 bâtiments dénombrés sur la commune en 2019, 140 sont en aléa moyen ou fort, soit 100 %, à comparer aux 84 % au niveau départemental et 54 % au niveau national. Une cartographie de l'exposition du territoire national au retrait gonflement des sols argileux est disponible sur le site du BRGM,.
Par ailleurs, afin de mieux appréhender le risque d’affaissement de terrain, l'inventaire national des cavités souterraines permet de localiser celles situées sur la commune.
Concernant les mouvements de terrains, la commune a été reconnue en état de catastrophe naturelle au titre des dommages causés par des mouvements de terrain en 1999.

## Toponymie
Le nom de Laroque pourrait dériver de la roche qui se dit la ròca en gascon, et s'expliquerait par la position de l'église sur un piton rocheux qui domine, vers le sud, la rive droite de la Garonne.
Le nom de la commune est La Ròca en gascon.
Ses habitants sont appelés les Laroquais.

## Histoire
À la Révolution, la paroisse Saint-Jean de Laroque forme la commune de Laroque.

## Politique et administration
| Période                                  | Période  | Identité           | Étiquette | Qualité              |
| ---------------------------------------- | -------- | ------------------ | --------- | -------------------- |
| 1947                                     | 1983     | Pierre Fourcassies |           |                      |
| mars 1983                                | 2017     | Henri Begard       |           | Agriculteur retraité |
| octobre 2017                             | En cours | René Gavello       |           |                      |
| Les données manquantes sont à compléter. |          |                    |           |                      |

## Démographie
| 1793 | 1800 | 1806 | 1821 | 1831 | 1836 | 1841 | 1846 | 1851 |
| ---- | ---- | ---- | ---- | ---- | ---- | ---- | ---- | ---- |
| 305  | 232  | 251  | 219  | 220  | 205  | 234  | 218  | 233  |

| 1856 | 1861 | 1866 | 1872 | 1876 | 1881 | 1886 | 1891 | 1896 |
| ---- | ---- | ---- | ---- | ---- | ---- | ---- | ---- | ---- |
| 182  | 180  | 225  | 248  | 264  | 244  | 236  | 197  | 199  |

| 1901 | 1906 | 1911 | 1921 | 1926 | 1931 | 1936 | 1946 | 1954 |
| ---- | ---- | ---- | ---- | ---- | ---- | ---- | ---- | ---- |
| 238  | 280  | 311  | 275  | 287  | 278  | 303  | 145  | 233  |

| 1962 | 1968 | 1975 | 1982 | 1990 | 1999 | 2005 | 2006 | 2010 |
| ---- | ---- | ---- | ---- | ---- | ---- | ---- | ---- | ---- |
| 155  | 342  | 336  | 266  | 253  | 230  | 245  | 252  | 272  |

| 2015 | 2020 | 2022 | - | - | - | - | - | - |
| ---- | ---- | ---- | - | - | - | - | - | - |
| 285  | 291  | 288  | - | - | - | - | - | - |

## Lieux et monuments
- L'église Saint-Jean, d'origine romane, a vu son clocher rehaussé d'une flèche au XIXe siècle, à l'instar de la majorité des églises de la vallée de la moyenne Garonne. Elle est inscrite à l'Inventaire général du patrimoine culturel[28].
- L'église abrite, en guise de retable du maître-autel, un tableau daté de 1672, de Jean Mazoyer, peintre aquitain, et qui représente la sainte Famille, sainte Élisabeth, la Vierge, saint Jean-Baptiste et l’enfant Jésus à la façon de Raphaël[29].

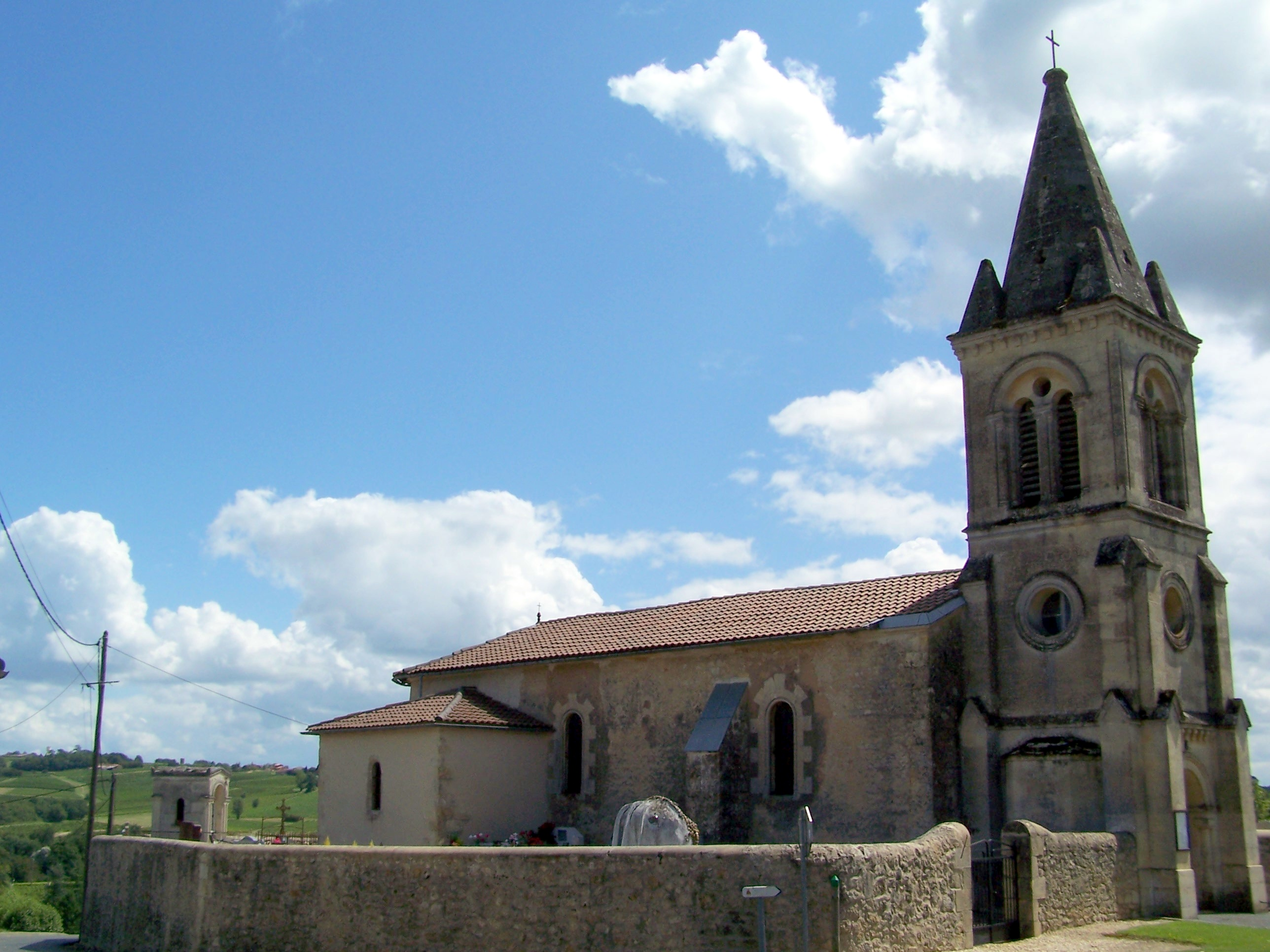
L'église Saint-Jean (août 2014)
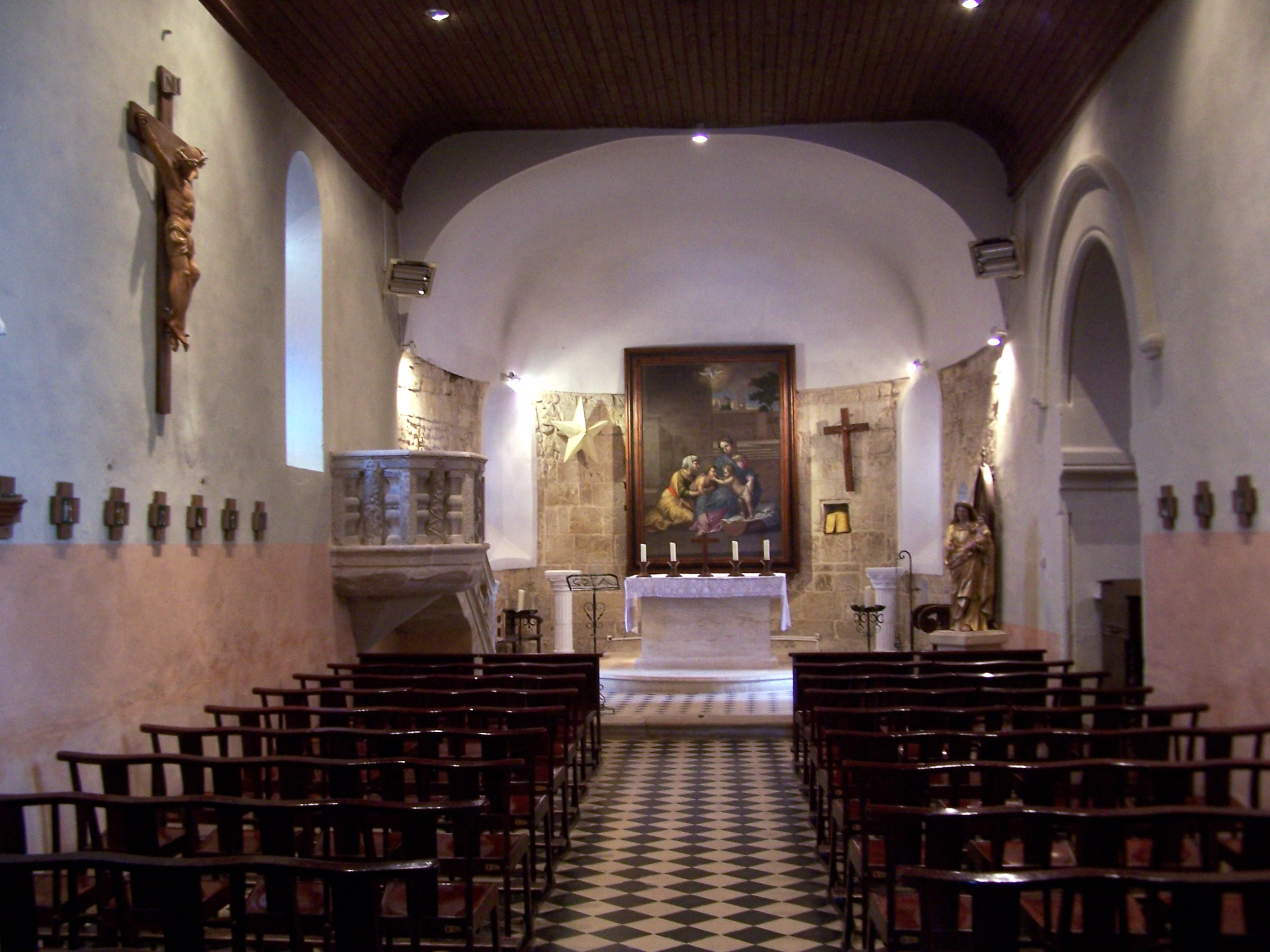
La nef de l'église (août 2014)
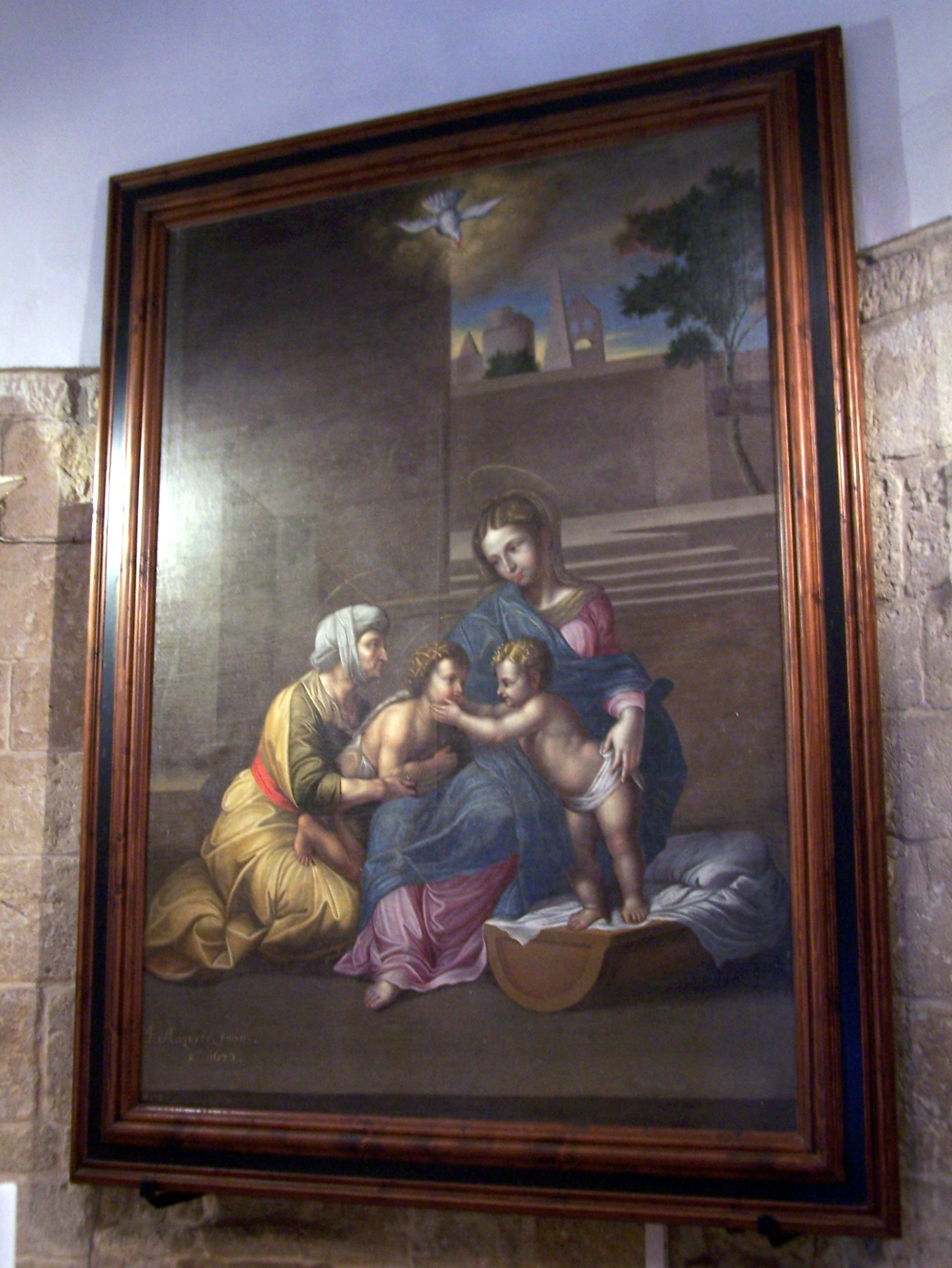
La sainte Famille, tableau de l'église (août 2014)
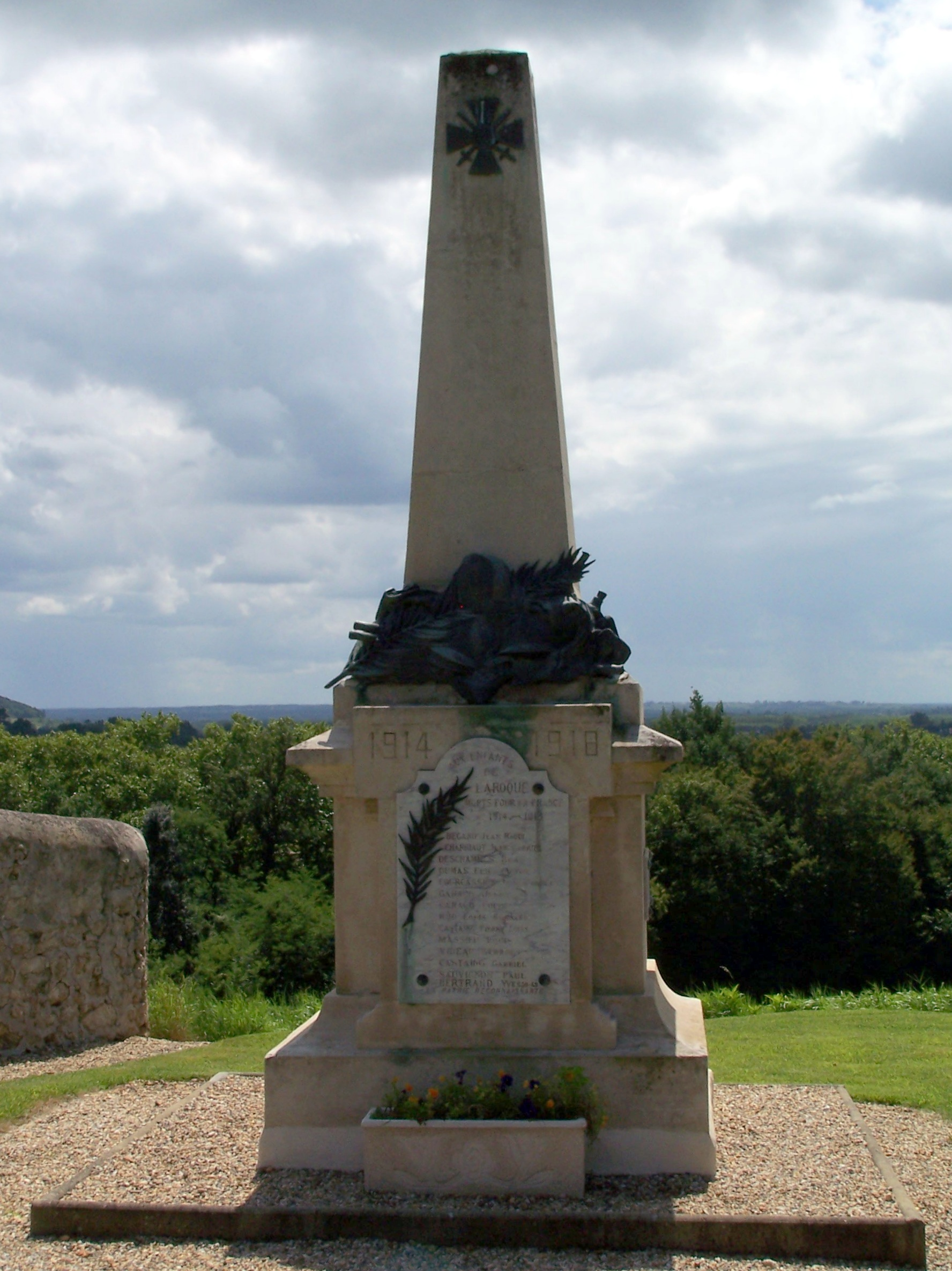
Le monument aux morts (août 2014)